# Jakub Kiwior
Jakub Kiwior (Tychy, 2000. február 15. –) lengyel válogatott labdarúgó, az angol Arsenal hátvédje.

## Pályafutása

### Klubcsapatokban
Kiwior a lengyelországi Tychy városában született. Az ifjúsági pályafutását a helyi GKS Tychy csapatában kezdte, majd a belga Anderlecht akadémiájánál folytatta.
2019-ben mutatkozott be a szlovák Podbrezová másodosztályban szereplő felnőtt keretében. 2019-ben az első osztályú Žilina csapatához igazolt. 2021. augusztus 31-én négyéves szerződést kötött az olasz első osztályban érdekelt Spezia együttesével. Először a 2021. december 1-jei, Internazionale ellen 2–0-ra elvesztett mérkőzésen lépett pályára.
2022. január 23-án az Arsenal bejelentette, hogy leszerződtették a lengyel játékost.

### A válogatottban
Kiwior az U16-ostól az U21-esig minden korosztályos válogatottban képviselte Lengyelországot.
2022-ben debütált a felnőtt válogatottban. Először a 2022. június 11-ei, Hollandia ellen 2–2-es döntetlennel zárult mérkőzésen lépett pályára.

## Statisztikák
2023. május 28. szerint
| Klub     | Szezon   | Osztály        | Bajnokság | Bajnokság | Kupa  | Kupa | Nemzetközi | Nemzetközi | Összesen | Összesen |
| Klub     | Szezon   | Osztály        | Meccs     | Gól       | Meccs | Gól  | Meccs      | Gól        | Meccs    | Gól      |
| -------- | -------- | -------------- | --------- | --------- | ----- | ---- | ---------- | ---------- | -------- | -------- |
| Žilina   | 2019–20  | Fortuna Liga   | 13        | 0         | 2     | 0    | —          | —          | 15       | 0        |
| Žilina   | 2020–21  | Fortuna Liga   | 30        | 2         | 3     | 1    | —          | —          | 33       | 3        |
| Žilina   | 2021–22  | Fortuna Liga   | 3         | 1         | 0     | 0    | 8          | 0          | 11       | 1        |
| Žilina   | Összesen | Összesen       | 46        | 3         | 5     | 1    | 8          | 0          | 59       | 4        |
| Spezia   | 2021–22  | Serie A        | 22        | 0         | 1     | 0    | —          | —          | 23       | 0        |
| Spezia   | 2022–23  | Serie A        | 17        | 0         | 2     | 0    | —          | —          | 19       | 0        |
| Spezia   | Összesen | Összesen       | 39        | 0         | 3     | 0    | 0          | 0          | 42       | 0        |
| Arsenal  | 2022–23  | Premier League | 7         | 1         | 0     | 0    | 1          | 0          | 8        | 1        |
| Összesen | Összesen | Összesen       | 92        | 4         | 8     | 1    | 9          | 0          | 109      | 5        |

### A válogatottban
| Válogatott    | Év       | Pályára lépés | Gól |
| ------------- | -------- | ------------- | --- |
| Lengyelország | 2022     | 9             | 0   |
| Lengyelország | 2023     | 4             | 1   |
| Összesen      | Összesen | 13            | 1   |

#### Góljai a válogatottban
| # | Időpont          | Helyszín                              | Ellenfél    | Gólok | Eredmény | Kiírás              |
| - | ---------------- | ------------------------------------- | ----------- | ----- | -------- | ------------------- |
| 1 | 2023. június 16. | Nemzeti Stadion, Varsó, Lengyelország | Németország | 1–0   | 1–0      | Barátságos mérkőzés |

## Sikerei, díjai
Žilina
- Fortuna Liga
  - Ezüstérmes (1): 2019–20

- Szlovák Kupa
  - Döntős (1): 2020–21